# Scrobiger splendidus
Scrobiger splendidus là một loài bọ cánh cứng trong họ Cleridae. Loài này được Newman miêu tả khoa học năm 1840.